# Famille Strawiński
La famille Strawiński (Strawiński herb Sulima) est une ancienne famille de la noblesse polonaise, du 
clan Sulima (en).

## Personnalités
- Marcin Strawiński (pl) († 1604), bailli et intendant-architecte des châteaux et forteresses de Trock, maire de Mohylew, maréchal-hospodar (marszałek hospodarski) (1580-1590), castellan de Minsk (1590-1592) et Vitebsk (1592), gouverneur de Rumborsk (1589).
- Baltazar Strawiński (pl) († 1633), bailli (ciwun en polonais) et intendant-architecte des châteaux et forteresses (Horodniczy) de Trock (1598), membre de la Sejm (1598, 1620), député du Tribunal de Skarbow (1607), starost de Mozyrsk (1620), castellan de Brzesk (1624–1627) puis de Smolensk, gouverneur de la province de Minsk (1631-1633).
- Erazm Strawiński (pl) chambellan de Czernihowsk et Nnowogrodz-Kosiewiersk dans les années 1623-1631, maître de la cavalerie (koniuszy en polonais) de Trock dans les années 1603-1625, capitaine du roi (rotmistrz królewski) en 1609.
- Kazimierz Strawiński (pl) († 1656), vice-chambellan (Podkomorzy) de Starodoub, vice-palatin (Podwojewodzi) et commandant de Vitebsk.
- Baltazar Strawiński (pl), starost du district de Słonimsk dans les années 1762-1765, nommé assesseur du Grand-duché de Lituanie lors de la Diète de Partition en 1775.
- Kazimierz Strawiński, officier au sein de la Grande Armée, il participa à la campagne de Russie. Propriétaire terrien, il fut notamment maréchal de la noblesse du powiat de Trock.
- Edward Strawiński (pl) (1876-1940), lieutenant-colonel de cavalerie de l'armée polonaise, victime du massacre de Katyn.
- Feodor Stravinski (1843-1902) chanteur basse et acteur russe. Père du suivant.
- Igor Stravinsky (1882-1971) est un compositeur et chef d'orchestre russe. Père du suivant.
- Théodore Strawinsky (1907-1989), artiste peintre russe naturalisé suisse. Fils aîné du compositeur. Reçoit la médaille d'argent Arts, sciences, lettres décernée par l'Académie française en 1976 et promu commandeur de l'ordre de Saint-Grégoire-le-Grand par le pape Paul VI en 1988 pour "services rendus à l'église par son art"[1].
- Soulima Stravinski (en) (1910-1994), pianiste américano-suisse, compositeur et musicologue.